# 李士焜
李士焜（1606年—？），字用積，號又白，直隸河間府任丘縣人，明末清初政治人物。明崇禎年間同進士出身，累官山西河東兵備副使。明亡後仕清，歷給事中、太僕寺卿、光祿寺卿等職，升工部左侍郎，官終浙江右布政使。

## 生平
天啟七年（1627年）丁卯科順天鄉試舉人，崇禎七年（1634年）甲戌科三甲二十九名進士，授山西河津縣知縣。其父李楨卸任山西按察使，崇禎十一年（1638年）清軍入關，在畿內大舉劫掠，李楨宁偕家眷助守任丘城，闔門殉難。李士焜因在外地為官倖免於難。丁憂後起用，任工科給事中、升山西河東兵備副使。
入清後，官兵科左給事中，歷刑科都給事中、行人司司副、光祿寺丞、太僕寺少卿、太僕寺卿、光祿寺卿，升工部左侍郎，順治十二年（1655年）降浙江右布政使，署巡抚兼署漕运总督。

## 家族
曾祖李登，贈少师兵部尚書。伯祖父李汶，兵部尚書。祖父李渭，贈山西按察使。父李楨，萬曆庚戌進士、山西按察使。

## 著作
李士焜工诗。有《麟篆斋集》。
- 答王敬哉宗伯

投闲剩得栖山居，节届朱明麦秀初。
花底飞觞千日酒，客来问字一床书。
青藜依阁吹光远，白鹤归巢带雨余。
高卧北窗聊避俗，何须清梦到华胥。

## 外部連結
- 李士焜 （页面存档备份，存于） 中研院史語所